# Orimarga (Orimarga) javana
Orimarga (Orimarga) javana is een tweevleugelige uit de familie steltmuggen (Limoniidae). De soort komt voor in het Oriëntaals gebied.